# Карантинная улица
Улица Карантинная — короткая, около 300 м, улица в городе Одесса, в историческом центре города, от Троицкой улицы до улицы Жуковского.

## История
Проходит по правому склону Карантинной балки, которая берёт своё начало в районе Куликова поля и ведёт к Карантинной гавани одесского порта, заканчиваясь на Таможенной площади.
На склонах балки селились преимущественно поляки, которые строили здесь большие дома с хлебными магазинами. Со временем балка была разделена на два «рукава» — левый Польский и правый — Карантинный, с соответствующими спусками: Польским и Карантинным. По склонам балки были также проложены улицы с аналогичными названиями: Польская вдоль левого склона и Карантинная — вдоль правого. Своё название та улица, как и балка, получила по Карантинной крепости, находившейся на территории современного парка имени Шевченко. Параллельно существовало другое название — Карантинный переулок.
Улица возникла в 1828 году и изначально проходила от Карантинного спуска к Троицкой улице, но в 1830-е годы интенсивная застройка между Почтовой (ныне — Жуковского) и Полицейской (Бунина) улицами прервала сквозное сообщение.
В 1881 году улица была переименована в Левашовскую, в честь Одесского градоначальника Владимира Левашова.
С установлением советской власти название улицы сменили на Лизогуба (в 1927 году), в честь известного народовольца Дмитрия Лизогуба, похороненного неподалеку, на Карантинном кладбище.
В 1987 году часть улицы от Карантинного спуска до пересечения с улицей Бунина была названа в честь советского писателя, одессита, Юрия Олеши (1899—1960). Остальная часть улицы сохраняла название Лизогуба до 1994 года, когда ей было возвращено историческое название.
Часть последнего квартала Карантинной, от улицы Еврейской (по нечётной стороне) занимала чаеразвесочная фабрика, до революции принадлежавшая торговому дому «Преемник Алексея Губкина А. Кузнецов и К°»; в середине 1970-х годов был снесён последний по этой стороне жилой дом (Лизогуба 23) и до начала 1980-х строился новый бетонный корпус фабрики. Впоследствии, около 2018—2019 года все здания фабрики были снесёны для постройки многоэтажного жилого комплекса.
В последние годы существования фабрики в одном из её помещений располагался «Театр на Чайной».

## Достопримечательности

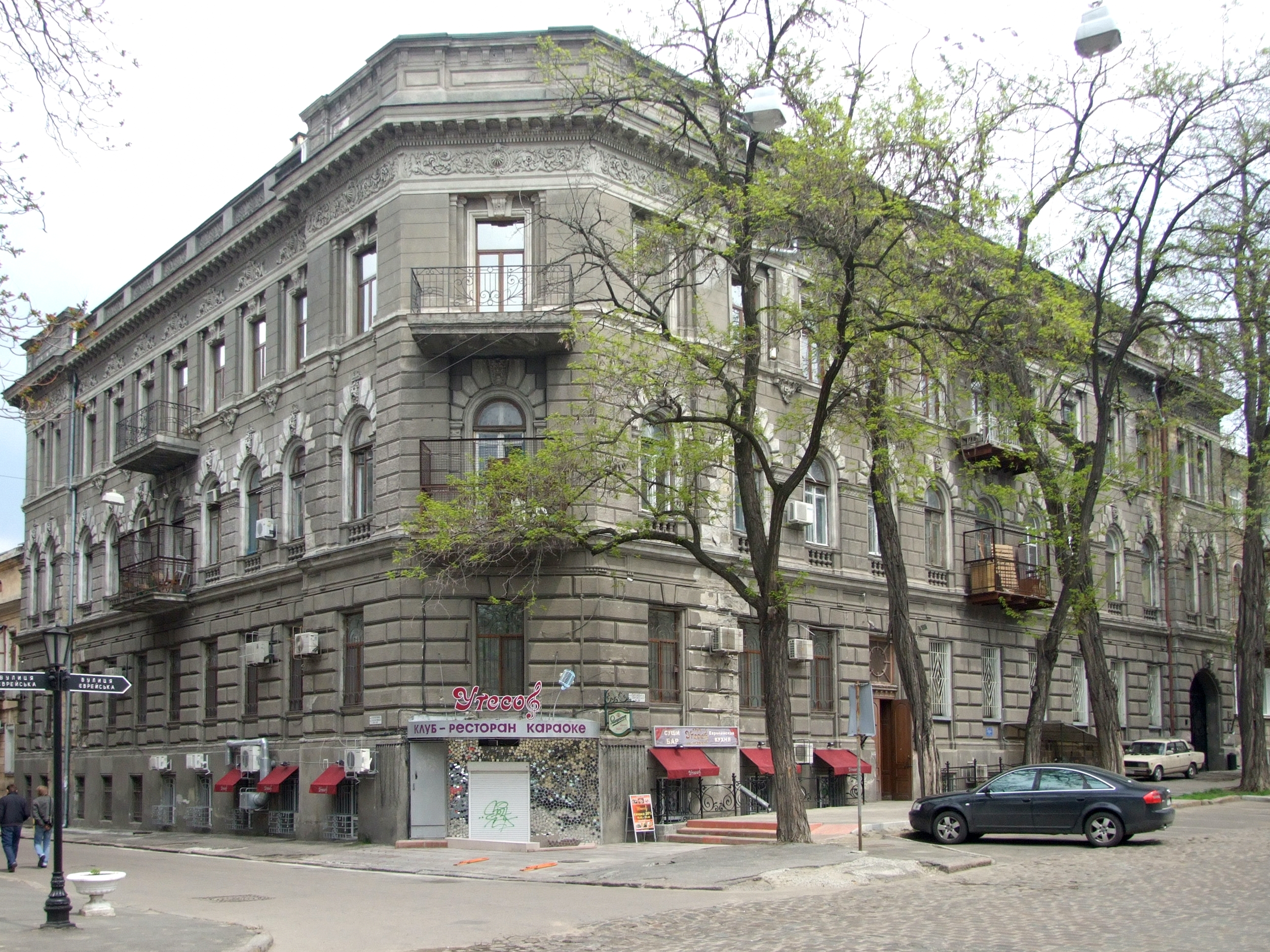
дом Анатра
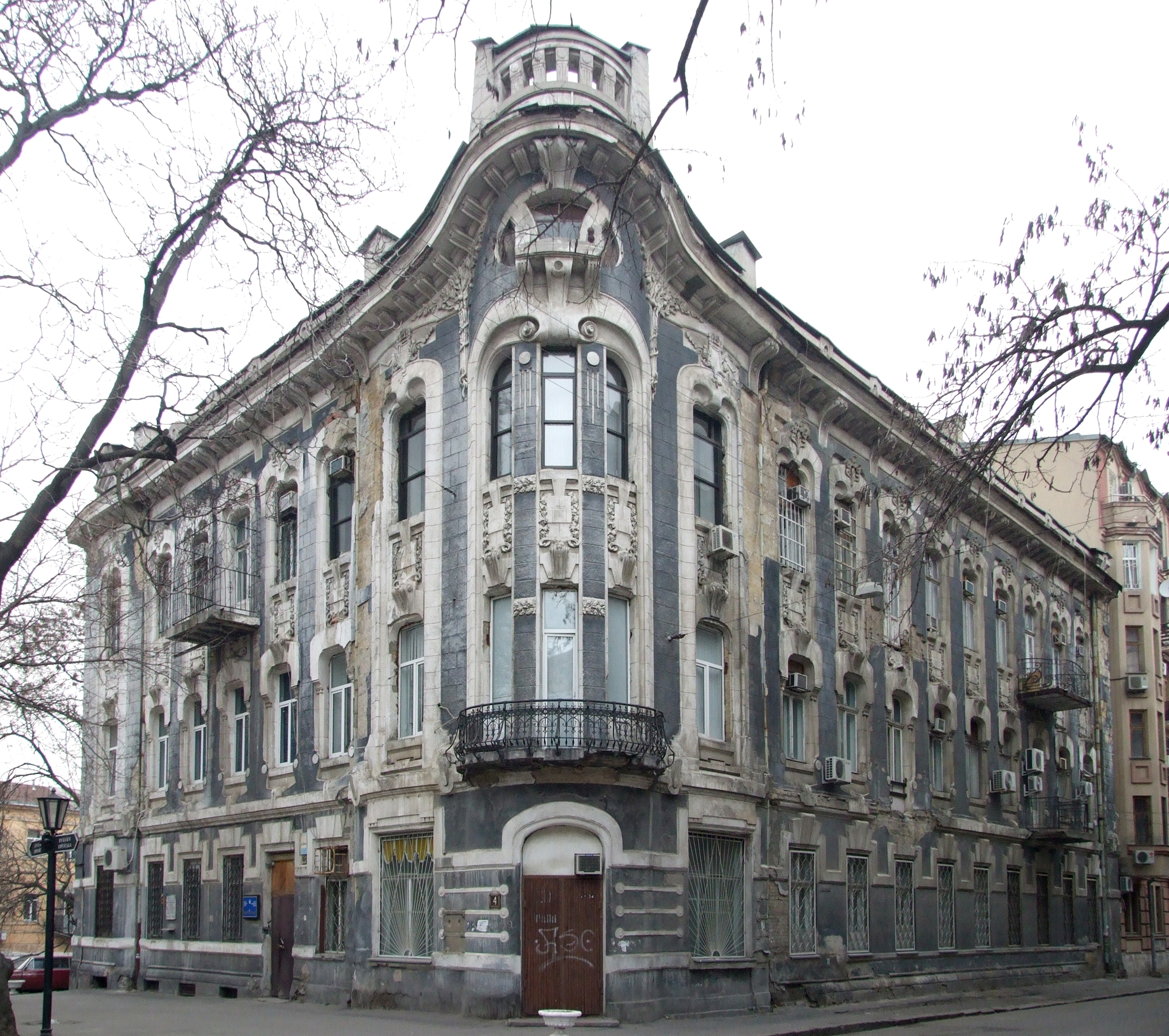
дом Топуза